# Dinkelscherben
Dinkelscherben – gmina targowa w Niemczech, w kraju związkowym Bawaria, w rejencji Szwabia, w regionie Augsburg, w powiecie Augsburg. Leży w Parku Natury Augsburg – Westliche Wälder, około 25 km na zachód od Augsburga, nad rzeką Zusam, przy linii kolejowej Ulm-Augsburg.

## Polityka
Wójtem gminy jest Peter Baumeister z SPD, rada gminy składa się z 20 osób.
|      | CSU | SPD | FW | Bürgerverein Reischenau | Razem |
| 2008 | 9   | 5   | 6  | -                       | 20    |
| 2002 | 7   | 4   | 5  | 4                       | 20    |